# Lock-in erősítő

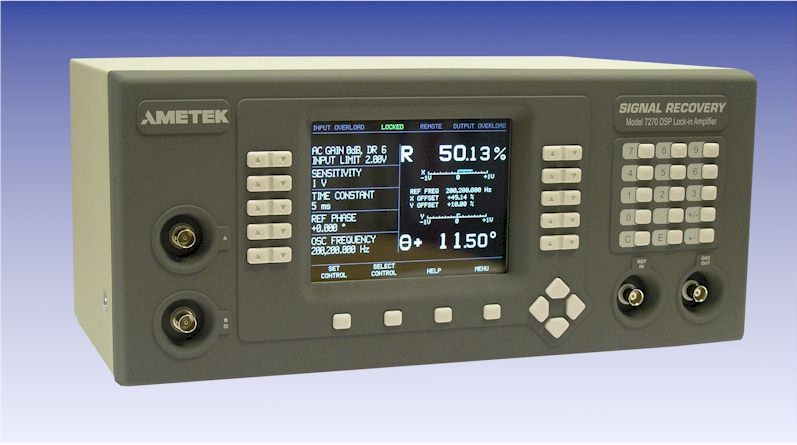
Az Ametec (Signal Recovery) SR7270 digitális lock-in erősítője

A lock-in erősítő egy méréstechnikai eszköz, amely segítségével akár igen zajos környezetben is mérhetővé válhat egy ismert frekvenciájú hordozóhullámon érkező jel. A gyakorlatban akár nanovoltos erősségű váltakozó jelek észlelésére is alkalmas, még akkor is, ha a zaj négyzetes középértéke eléri ennek akár az ezerszeresét is.
A berendezés működése azon az elven alapul, hogy ha a jelet egy ismert harmonikus jellel (az ún. lokáljellel) keverjük, akkor a jel egyetlen frekvenciakomponense, és annak igen szűk környezete kiválasztható egy jól megválasztott sávszélességű aluláteresztő szűrővel. Kimenete egy DC szint, amely a referenciafrekvencián mérhető jelkomponens amplitúdójától és a referenciához mért fázisától függ. A zaj elnyomása ezen módszerrel akkor hatékony, ha a hasznos jel csak szűk frekvenciaskálán változhat, a jelet terhelő zaj viszont széles sávú.

## Működési elve

### Matematikai háttér
Adott egy bemenő jel, amely széles sávú zajjal terhelt, és tartalmaz egy ismert frekvenciájú, harmonikus komponenst, amelyet hasznosnak tekintünk. Ekkor a jel feszültségének időfüggése így jellemezhető:
{\displaystyle f_{jel}(t,\omega )=V_{jel}\cdot \sin \left(\omega _{jel}t+\vartheta _{jel}\right)+{\text{zaj}}(t,\omega )},
ahol {\displaystyle V_{jel}} a hasznos jel amplitúdója, {\displaystyle \omega _{jel}} a körfrekvenciája, {\displaystyle \vartheta _{jel}} a fázisa, {\displaystyle {\text{zaj}}(t,\omega )} pedig a széles sávú zaj. A lock-in mérésben referenciának használt lokáljel legyen:
{\displaystyle f_{lok}(t)=V_{lok}\cdot \sin \left(\omega _{lok}t+\vartheta _{lok}\right)},
ahol {\displaystyle V_{lok}} a lokáljel amplitúdója, {\displaystyle \omega _{lok}} a körfrekvenciája, {\displaystyle \vartheta _{lok}} a fázisa. A fázisérzékeny detektor (phase sensitive detector, PSD) e két jel szorzatát veszi az alábbiak szerint:
{\displaystyle f_{PSD}=f_{jel}\cdot f_{lok}=\left(V_{jel}\cdot \sin \left(\omega _{jel}t+\vartheta _{jel}\right)+{\text{zaj}}(t,\omega )\right)\cdot \left(V_{lok}\cdot \sin \left(\omega _{lok}t+\vartheta _{lok}\right)\right)}.
A zaj azon komponensei, amelyek nincsenek egy frekvencián a lokáljellel, azok nagyfrekvenciás járulékot adnak a szorzathoz. Mivel ezt a fázisérzékeny detektor után helyezett aluláteresztő szűrő eltávolítja, a továbbiakban elhagyjuk. A zaj lokáljellel szinkron komponense megjelenik a szűrt oldalon, de mivel fázisát tekintve szórt, ez a lock-in kimenetén amplitúdózajként jelenik meg. Ha csupán a zajjal nem terhelt hasznos jelet tekintjük, annak szorzata a lokáljellel:
{\displaystyle \left(V_{jel}\cdot \sin \left(\omega _{jel}t+\vartheta _{jel}\right)\right)\cdot \left(V_{lok}\cdot \sin \left(\omega _{lok}t+\vartheta _{lok}\right)\right)=}
{\displaystyle ={\frac {V_{jel}V_{lok}}{2}}\cdot \cos \left((\omega _{jel}-\omega _{lok})t+\vartheta _{jel}-\vartheta _{lok}\right)-{\frac {V_{jel}V_{lok}}{2}}\cdot \cos \left((\omega _{jel}+\omega _{lok})t+\vartheta _{jel}+\vartheta _{lok}\right)}
A fenti szorzatból az aluláteresztő szűrő csak a DC-komponenst engedi át. Ha a lokáljel frekvenciáját úgy választjuk meg, hogy az egybeessen a hasznos jel frekvenciájával, azaz {\displaystyle \omega _{lok}=\omega _{jel}}, akkor az átengedett jel az alábbi összefüggéssel adható meg:
{\displaystyle f_{lock-in}={\frac {V_{jel}V_{lok}}{2}}\cdot \cos \left(\vartheta _{jel}-\vartheta _{lok}\right)}.
Ha a fenti kifejezésben {\displaystyle \vartheta _{lok}=\vartheta _{jel}}, azaz a lokáljel és a hasznos jel fázisa megegyezik, akkor DC kimenetet kapunk, egyébként pedig azt a fáziseltolódás modulálja.

### Analóg lock-in

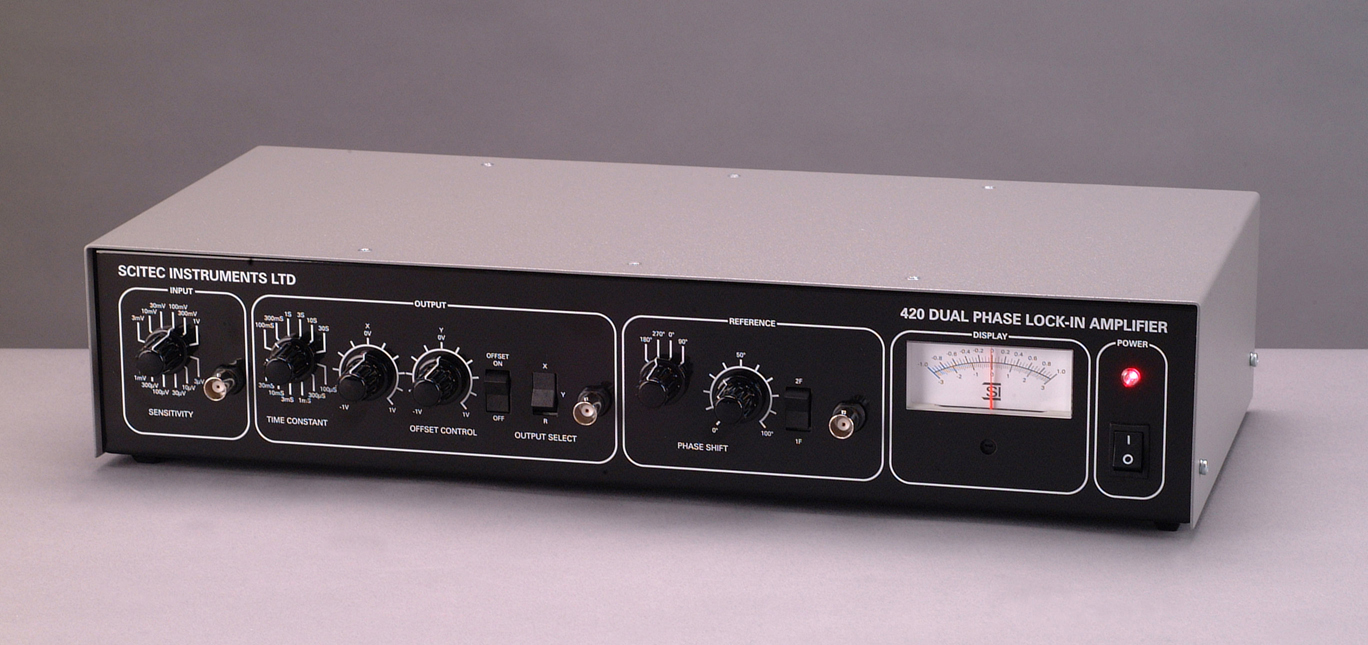
A Scitec Instruments egy analóg lock-in erősítője

A lock-in erősítés gyakorlati megvalósításában a hasznos jel és a referenciajel gyakran közös forrásból származik. Ilyen megvalósításban a módszer lényege az, hogy a referenciajelet, illetve a referenciajelnek a vizsgált rendszeren átterjesztett változatát vetjük össze egy jelkeverőn. Ha a rendszeren átterjesztés nem jár frekvenciaváltozással, akkor ez a módszer biztosíthatja azt, hogy a hasznos jel és a referenciajel valóban azonos frekvencián legyenek. Mivel a szűrés két azonos frekvenciájú jel keverésével történik, így a lock-in nevezhető homodin eljárásnak annyi kiegészítéssel, hogy e készülékben a
A szorzatjelben a hasznos jel erősítése során kihasználják, hogy a harmonikus függvények ortogonálisak: például két olyan szinuszjel szorzatának időátlaga nulla, amelyek frekvenciája nem egyezik meg. Ezzel szemben az egyező frekvenciájú szinuszjelek szorzata időben átlagolva általában nullától különböző értékű. A gyakorlatban az eszközök éppen ezen az elven végzik a szűrést: a kevert jelet időben átlagolják. Ilyen készülékben az átlagolás hossza határozza meg az aluláteresztés sávszélességét.

### Digitális eszközök
A digitális lock-in elvében az analóg eszköz működését követi, azonban a műveleteket a jelek digitalizálása után, numerikusan végzi. A digitalizálást például egy AD-átalakító végzi, amely az analóg jelet egy adott frekvencián mintavételezi, és a jelalakot egy adott bitmélységgel, pontonként ábrázolja. Ezt egy aluláteresztő szűrő követi, amely megakadályozza a zaj Fourier-spektrumában a sávszélesség feletti komponensek beszűrődését a sávszélesség alá (angol kifejezéssel ezt anti-aliasing szűrésnek nevezik).

## A mérés jellemzői

### Dinamikus tartalék

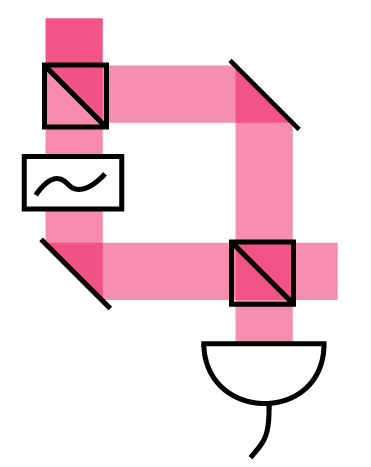
A lock-in erősítő felfogható egy fázisérzékeny homodin detektorként, amely után aluláteresztő szűrőt alkalmaznak

Kis jelintenzitások lock-in eljárással gyakran még több ezerszeres amplitúdójú zajban is mérhetőek. Hogy pontosan mekkora jel rekonstruálható, az a lock-in erősítő egy jellemzőjétől, az ún. dinamikus tartaléktól (angolul dynamic reserve) függ: a legnagyobb tolerálható zaj és a jelszint aránya tipikus berendezéseken kb. 60 dB. Ez például egy 1 μV-os mérőablak esetén (azaz ha maximum ekkora lehet a mért jel amplitúdója) az elviselhető zaj határértéke ezerszeres, azaz 1 mV.

### Referenciajel
A keverés során a referenciajel minden Fourier-komponensével vett szorzat létrejön a kevert jelben, így ha a hasznos jelet egyetlen frekvencián keressük, fontos, hogy a referencia is egy egyedi harmonikus függvény legyen. Négyszögjel esetén például annak egész spektrumának vonalai (tehát a páratlan felharmonikusai) olyan szorzatokat képeznek, amelyek DC-jarulékot adnak a lock-in mért jeléhez.
Analóg eszközök referenciajelén a hőmérsékleti elmászás (termikus drift) amplitúdóváltozást okoz, amit kompenzálni kell, mert ez közvetlenül hat az egész eszköz erősítésére. Digitális eszközben ilyen probléma a numerikus referenciajel alkalmazása miatt nem lép fel.

## Alkalmazása

### Kis jelszintek mérése
A lock-in a gyakorlatban akár nanovoltos erősségű váltakozó jelek észlelésére is alkalmas, még akkor is, ha a zaj négyzetes középértéke eléri ennek akár az ezerszeresét is. A zaj és a jel gyakorlati határát a készülék dinamikus tartaléka adja meg. Analóg eszközökben az erősítőfokozatok és más komponensek zaja, digitális eszközben az AD-felbontás is hatással van erre.

### Optikai detektálás

Egy optikai lock-in mérés sémája

Az optikai mérések legáltalánosabb és legegyszerűbb megvalósításában egy fényforrás és egy detektor között található a vizsgált rendszer, amelynek egy tulajdonsága a forrásból és a detektorból származó információ összevetésével jellemezhető. Azonban bizonyos rendszerjellemzők (pl. nagy környezeti zaj, ehhez képest gyenge effektus, zavaró effektusok, a vizsgált rendszer vagy a mérőrendszer jellemzőinek lassú elmászása, azaz driftje) miatt ennél összetettebb mérési eljárást igényelnek.
Az optikai mérés zajcsökkentésének egy eszköze lehet a lock-in módszer. Ezt alapvetőek kétféleképpen alakítják ki:
- Ha megoldható a fényforrás modulálása (pl. LED vezérlése jelgenerátorral), akkor a kis jelintenzitás nagy zajháttérből is kinyerhető a lock-in módszerrel.
- De alkalmazható szegmentált szűrőtárcsa (chopper) is, amelyet folytonos fényforrás nyalábjában forgatva szaggatott, periodikus jelet nyerünk (lásd az ábrán). A detektált jelből a szaggatással szinkronban levő jelenségek lock-in módszerrel leszűrhetők.[7]

### IQ-demoduláció
IQ-demodulátornak nevezik az olyan berendezést, amelyben két lock-in erősítő követi egymást úgy, hogy a köztük lévő fázistolás éppen 90 fok legyen. Ilyen kétfázisú detektor alkalmazható akkor, ha a referenciajel és a hasznos jel között ismeretlen, jellemzően nem állandó a fázistolás, de az ebből eredő kimenetváltozást kompenzálni szükséges. Az első lock-in kiszűri a referenciától eltérő jelkomponenseket, viszont a kimenete függ a referenciajel fázisának és a hasznos jel fázisának viszonyától. A korábban közölt összefüggésnek megfelelően az első lock-in kimenete, amelyet történeti okokból angol kifejezéssel in-phase (azaz fázisban levő) komponensnek neveznek:
{\displaystyle f_{in-phase}={\frac {V_{jel}V_{lok}}{2}}\cdot \cos \left(\vartheta _{jel}-\vartheta _{lok}\right)\quad \sim \quad I:=V_{jel}\cos \vartheta },
ahol {\displaystyle \vartheta =\vartheta _{jel}-\vartheta _{lok}}. A kétfázisú berendezés másik lock-in erősítőjén a referenciajel 90°-kal eltoltját keverik a bejövő jellel, amelyből származik az úgynevezett quadrature (azaz merőleges) komponens.
{\displaystyle f_{quadrature}={\frac {V_{jel}V_{lok}}{2}}\cdot \sin \left(\vartheta _{jel}-\vartheta _{lok}\right)\quad \sim \quad Q:=V_{jel}\sin \vartheta }.
A fenti két mérés alapján, {\displaystyle V_{lok}} ismeretében a berendezés megadhatja a jel mért amplitúdóját és a fáziskülönbségét:
{\displaystyle A={\sqrt {I^{2}+Q^{2}}}}, illetve {\displaystyle \vartheta =ctg\left({\frac {Q}{I}}\right)}.

## Fordítás
Ez a szócikk részben vagy egészben  a   Lock-in amplifier című angol Wikipédia-szócikk ezen változatának fordításán alapul.  Az eredeti cikk szerkesztőit annak laptörténete sorolja fel. Ez a jelzés csupán a megfogalmazás eredetét és a szerzői jogokat jelzi, nem szolgál a cikkben szereplő információk forrásmegjelöléseként.

### Tananyagok, ismeretterjesztő weblapok
- Stanford Research Systems: About Lock-In Amplifiers (Application Note #3) (angol nyelven) (PDF). (Hozzáférés: 2019. október 2.)
- Zurich Instruments: Principles of lock-in detection and the state of the art, 2016. november. (Hozzáférés: 2019. október 2.)
- Lock-in erősítő. Optikai alapok az ELI-ALPS tükrében I.. (Hozzáférés: 2019. október 2.)

### Szakkönyvek
- Mike Meade: Lock-in amplifiers: principles and applications.  2013.  Hozzáférés: 2019. október 3.
- Steinmetz, Charles Proteus (1917). Theory and Calculations of Electrical Apparatus 6 (1 ed.). New York: McGraw-Hill Book Company. B004G3ZGTM.
- Steinmetz, Charles Proteus. Lectures on Electrical Engineering, 1, Mineola,NY: Dover Publications (2003. február 20.). ISBN 0486495388